# Røa IL
Pour les articles homonymes, voir Roa.
Le Røa Idrettslag est un club omnisports norvégien basé à Oslo et fondé le 11 novembre 1900. 
Le club comporte plusieurs sections : le bandy, le football, la gymnastique et le ski de fond.

## Palmarès

### Bandy
- Coupe de Norvège de bandy
  - Finaliste (2)

### Football
- Championnat de Norvège de football féminin
  - Champion (5) : 2004, 2007, 2008, 2009 et 2011

- Coupe de Norvège féminine de football
  - Vainqueur (5) : 2004, 2006, 2008, 2009 et 2010
  - Finaliste (3) : 2011, 2012 et 2016

## Membres notables
- Olav Hansson
- Martin Johnsrud Sundby